# 奥利维耶·博塞
奥利维耶·博塞（法語：Olivier Bausset，1982年2月1日—），法国男子帆船运动员。他曾代表法国参加2008年夏季奥林匹克运动会帆船比赛，搭档尼古拉·沙博尼耶获得男子470级铜牌。